# Rai Radio Kids
Rai Radio Kids è la radio per bambini della Rai, nata il 12 giugno 2017. Trasmette una programmazione per la fascia di età fino ai 10 anni che comprende canzoni, fiabe, programmi.
Rai Radio Kids fa parte della Direzione Rai "Radio digitali specializzate e podcast", il cui Direttore è Marco Lanzarone. Si può ascoltare su Rai Play Sound, sulle radio digitali Dab e sui televisori con digitale terrestre o satellite.
Il palinsesto prevede, per ogni ora di programmazione, mezz'ora di musica, un quarto d'ora di letture e un quarto d'ora di programmi.
La musica va dalle canzoni dello Zecchino d'Oro alle sigle dei cartoni animati, dalle colonne sonore dei film di animazione alle hit pop attuali. La mattina il mood musicale è pensato soprattutto per i bambini più piccoli, mentre nel pomeriggio ci si sposta su fasce di età più grandi con le canzoni del momento. La notte, Musica per sognare accompagna il sonno dei più piccoli con melodie rilassanti e musica classica. Pigiama party è invece un contenitore musicale pensato per far ballare insieme genitori e bambini con le grandi hit dance degli anni '70 e '80.
Per le letture, Radio Kids propone le fiabe classiche e i libri moderni, i racconti della letteratura per ragazzi di tutti i tempi e le storie di oggi. Il tutto letto, raccontato, sonorizzato per un ascolto avvincente e coinvolgente.
Infine, per i programmi, Big Bang è il talk quotidiano con Armando Traverso e i pupazzi Lallo, Lella, Dj, Krud. Un fil rouge che accompagna le giornate dei bambini con giochi, scherzi, barzellette.
La fascia in diretta 7:30-8:30 è chiamata Buongiorno Radio Kids èd è affidata a Marco Di Buono e Arianna Ciampoli.
E poi, programmi di cucina, di musica, di avvicinamento all'inglese. Con la parola d'ordine: divertimento.

## Programmi
- Big Bang
- Buonanotte con Radio Kids
- Come nasce una canzone?
- Cosa cuciniamo oggi?
- E' arrivato un bastimento
- I libri di Radio Kids
- In viaggio con Laura e Andrea
- Kids Magazine
- Krud dal pianeta Cott
- Lampadino e Caramella
- Musica per sognare
- Pigiama party
- Radio Storie e Radio Fiabe
- Streghe strambe